# Sepedon sphegea
Pour les articles homonymes, voir Mouche.
Espèce
Sepedon sphegea est une espèce de diptère (mouche) prédatrice et sa larve est malacophage (mangeuse d'escargots d'eau douce), comme chez d'autres espèces de la grande famille Sciomyzidae (qui regroupe 542
espèces (dont 9 sous-espèces) largement réparties dans le monde, classées en 61 genres (sachant que plusieurs espèces inédites sont également citées dans des collections privées). Cette famille est elle-même classée dans la super-famille Sciomyzoidea. Les espèces de cette famille présentent la caractéristique d'être parasitoïde et/ou saprophage d'invertébrés (escargots et limaces principalement).

## Habitat
Cours d'eau et autres zones humides. 

## Aire de répartition
Elle n'est pas précisément connue, notamment car Sepedon sphegea pourrait en fait être un complexe de plusieurs espèces (au moins trois espèces jumelles, dont l'une (décrite au début des années 1980 présente dans le sud de la France et en Espagne) selon L. Knutson en 1984 et parce que des introductions ont été faites (du Japon en Californie) à des fins d'étude de potentialité de lutte biologique contre des escargots invasifs et/ou porteurs de maladies.

## Éléments de description de l'espèce
Les œufs : ils sont en forme de grain de riz très fins (un peu plus de 200 µm d'épaisseur), allongés et se terminant des deux côtés par une petite protubérance percée de pores. 
Ils peuvent être pondus à plusieurs ou isolés sur des feuilles ou sur un support inerte émergeant à la surface de l'eau ou au bord de l'eau. Dans cette famille d'insecte, les œufs quand ils sont groupés sont généralement alignés les uns derrière les autres ou juxtaposés en file indienne. Leur enveloppe (chorion) n'est pas lisse mais couverte d'une structure réticulée formée de « stries longitudinales plus ou moins anastomosées ».
La larve :  L'extrémité de sa partie postérieure (douzième segment formant la queue de la larve) comme chez les larves d'autres espèces de Sciomyzidae est transformée en « disque postérieur » ; Ce segment présente des soies qui semblent être importante pour l'adaptation à l'eau douce car les espèces aquatiques vraies présentent sur ce 12e segment de longues soies hydrofuges très branchues et à lobes périphériques triangulaires très développés alors que chez les espèces semi-aquatiques ces soies hydrofuges ont des lobes triangulaires moyennement développés ; que les espèces plutôt terrestres ont des soies plus courtes et à lobes arrondis et alors que les espèces totalement terrestres ne présentent plus que des vestiges écailleux de ces soies (avec des lobes arrondis).

## Biologie de l'espèce
Les adultes peuvent être trouvés toute l'année dans le milieu naturel, mais ils entrent en diapause à l'automne. 
Les stades immatures (larvaires) :

Ils sont au nombre de trois (LI, L2 et L3, le stade L3 pouvant atteindre plus de 12 mm). La larve ressemble à un asticot relativement translucide dont le corps est divisé en 12 segments dont la taille évolue selon le stade larvaire ; le premier segment (tête) porte une paire d’organe antennaire non segmenté, un organe  maxillaire  (OM)  orné  de  diverses  terminaisons  sensorielles, une bouche encadrée de part et d'autre d’une  paire  de sensilles labiales ; la limite de ce segment porte plusieurs rangées de petits crochets formant une sorte de "collier". Le dernier segment est transformé en disque.  Les segments 2, 3 et 4 sont thoraciques ; ils portent une  paire  d'organe  de  Keilin formés d'une touffe de 3 sensilles. Les 8 segments qui suivent correspondent à l'abdomen. 

Ils se prolongent dans le temps si la température baisse et raccourcissent quand la température augmente, ce qui laisse supposer que le réchauffement climatique pourrait modifier les impacts de cette espèce. 

Il a été montré par Haab en 1984 que pour les stades L2 et L3 de la larve, les modalités de prédation s'adaptent à la densité/disponibilité des proies (« Cette relation pour le système Biomphalaria glabrata-Sepedon sphegea correspond au type II de relation prédateur-proie défini par Holling ».
Une fois son cycle larvaire terminé, la larve forme une pupe (flottante) d'où émergera un adulte dit « imago ».

## Recherche concernant cette espèce
Cette espèce a suscité un intérêt particulier pour son potentiel en matière de services écosystémiques et en particulier de lutte biologique, car sa larve aquatique est malacophage (i.e. prédatrice d'escargots d'eau douce qui sont des vecteurs biologiques connus de nombreux microbes et parasites). Ce n'est d'ailleurs pas la seule espèce de mouche à larve aquatique malacophage ; on connait aussi Tetanocera ferruginea). Les larves des mouches de cette famille ont d'abord été présentées comme uniquement malacophages, mais il a ensuite été montré qu'elles peuvent aussi s'attaquer à des oligochètes et d'autres invertébrés aquatiques avec alors « certaines particularités d’attaque ».
Sepedon sphegea  a - notamment pour cette raison - fait l'objet de plusieurs études (thèses notamment) ayant porté sur la biologie des larves et des adultes (fécondité des femelles, taux survie, longévité, diapause des gonades ; étude comparative des individus «sauvages» et d'élevage ; effet des conditions de température et de photopériode sur le cycle de développement des stades immatures et/ou sur la malacophagie des larves. En particulier : 
- Les structures chorioniques de ses œufs (et de ceux de 4 autres espèces de Sciomyzidae) ont été étudiés (au microscope électronique) par Gasc & al. (1984)[9].  Le chorion de toutes ces espèces est typique de l'« œuf à plastron », mais cette étude a montré que les espèces à biotope aquatique produisent des œufs dont les 2 pôles sont perforés « alors que seul le pôle postérieur est pourvu d'orifices chez les espèces à biotope terrestre. Cette particularité semble en rapport avec le degré de résistance des œufs à la dessiccation »[9].
- Les Microstructures cuticulaires et récepteurs sensoriels des larves ont été étudiées par Gasc & al. (1984)[10] qui ont montré que le segment antérieur de la larve porte un ensemble de capteurs organoleptiques similaires au complexe antenno-maxillaire décrit chez d'autres diptères, ainsi que des sensilles entourant la bouche. De nombreux poils et boutons sensibles sont segmentairement présents sur tout le corps de la larve[10].

Des parties cuticulaires sans rôle sensoriel apparent sont des poils natatoires, des écailles tégumentaires, des épines et crochets, qui sont selon Gasc & al. des adaptations morphologiques à la vie pélagique de la larve, et l'aident à capturer ses proies comme les escargots d'eau douce.

## Dénominations
Cette espèce est aussi dite « mouche des marais » (marsh flies) ou  « mouche tueuse d'escargots » (snail-killing flies) par les anglophones.